# Françoise Gerbaulet
Françoise Gerbaulet (* 1948 in Niort) ist eine französische Schriftstellerin.

## Leben
Gerbaulet arbeitete als Lehrerin und in der Öffentlichkeitsarbeit des Theaters von Sartrouville. Seit 1980 lebt sie als Hörspiel- und Theaterautorin in Paris. Ihr Hörspiel Le cheval lourd (Das vergessene Pferd, 1993) wurde 1993 mit dem Hörspielpreis Grand Prix Paul Gilson de la Communauté des Radios Publiques de Langue Française ausgezeichnet und in Paris als Theaterstück aufgeführt. Für Le cheval Lourd erhielt sie den Prix SACD Nouveau talent radio, für Le roi hâtif  den Prix du public Paroles d'auteurs und für Un cheval en coulisses (UA im Rahmen des Festivals Enfantillages in der Regie von Richard Leteurtre) den Prix RFI. Victoire, das sie für den Saarländischen Rundfunk schrieb, wurde in Deutschland im November 1998 als Hörspiel des Monats ausgezeichnet. Außerdem verfasste sie La Jardinière de légumes, achtzig Gedichte und Lieder über Gemüse, die von France Culture ausgestrahlt wurde. Gerbaulet ist Generalsekretärin des Hörspielfestivals Radiophonies.

## Hörspiele in Deutschland
- 1995: Das vergessene Pferd – Regie: Marguerite Gateau (Original-Hörspiel, Kinderhörspiel – SFB/HR)
- 1998: Vichy Fiction – Frankreich 1940–44: Victoire – Regie: Jörg Schlüter (Originalhörspiel – SR)
  - Auszeichnung: Hörspiel des Monats November 1998